# Dipsadinae
Dipsadinae is een groep van slangen (Serpentes).
Verschillende soorten in deze onderfamilie worden eierlevendbarende waterslangen genoemd vanwege hun waterminnende levenswijze en het feit dat een aantal soorten geen eieren legt maar de jongen levend ter wereld brengt. Veel soorten staan bekend als 'slakkenetende slangen' vanwege de gewoonte om slakken uit hun huisjes te kunnen trekken voor ze worden opgegeten. Voorbeelden zijn soorten uit het geslacht Dipsas.

## Naam en indeling
De wetenschappelijke naam van de groep werd voor het eerst voorgesteld door Karel Lucien Bonaparte in 1838. Dipsadinae vormen tegenwoordig een onderfamilie van de familie toornslangachtigen (Colubridae) maar werden lange tijd als een aparte familie beschouwd (Dipsadidae). In de literatuur worden daarom beide vormen gebruikt, zowel Dipsadinae als Dipsadidae.
Er zijn 807 soorten in 100 geslachten. 27 geslachten zijn monotypisch, wat wil zeggen dat er slechts een enkele soort is.
De indeling in geslachten verandert regelmatig, zo worden enkele voormalige geslachten tegenwoordig niet meer erkend. De voormalige soort Thalesius viridis, die tot het monotypische geslacht Thalesius werd gerekend, draagt tegenwoordig de naam Xenodon werneri. De voormalige soort Uromacerina ricardinii, die tot het monotypische geslacht Cercophis werd gerekend, draagt tegenwoordig de naam Cercophis auratus. Daarnaast worden soms nieuwe geslachten toegewezen, zoals Eutrachelophis. Er worden regelmatig nieuwe soorten ontdekt en beschreven, zoals soorten uit 2020 (vijf), 2019 (tien) en 2018 (zestien).

## Verspreiding en habitat
De vertegenwoordigers komen vooral voor in delen van Noord-, Midden- en Zuid-Amerika, enkele soorten zijn bekend uit Azië.
De meeste soorten leven in vochtige tropische en subtropische bossen, zowel in laaglanden als in bergstreken. Een aantal soorten is ook te vinden in andere milieus, zoals draslanden, moerassen, scrublands, graslanden en woestijnen.

## Uiterlijke kenmerken en levenswijze
Door het enorme soortenaantal is er een grote vormenrijkdom waardoor er weinig te zeggen valt over de algemene uiterlijkheden en levenswijze. Veel soorten bereiken een maximale lichaamslengte van nog geen dertig centimeter en lijken meer op een grote worm dan op een slang. Er zijn echter ook soorten die meer dan twee meter lang kunnen worden. De soorten uit het geslacht Dipsas hebben een grote, stompe kop en uitzonderlijk grote ogen. De soorten uit het geslacht Pseudoxenodon kunnen de huidflappen in de nek uitrekken en lijken dan sprekend op een cobra.
Ook de levenswijze is zeer gevarieerd, zo zijn er soorten die alleen maar kikkers eten, of juist enkel leven van slakken. Soorten uit het geslacht Trimetopon eten voornamelijk salamanders en hagedissen.

## Lijst van geslachten
Onderstaand zijn alle geslachten weergegeven, inclusief de auteur, het soortenaantal en het verspreidingsgebied.
| Naam             | Auteur                                                                | Aantal soorten | Verspreidingsgebied |
| ---------------- | --------------------------------------------------------------------- | -------------- | --- |
| Adelphicos       | Jan, 1862                                                             | 9              | Midden-Amerika; Mexico, Belize, Guatemala, Honduras en Nicaragua |
| Alsophis         | Fitzinger, 1843                                                       | 9              | Caribisch Gebied; Anguilla, Sint-Maarten, Saint-Barthélemy, Guadeloupe, Nederlandse Antillen, Saba, Sint Eustatius, Nevis, Saint Kitts, Great Bird Island,Terre-de-Haut, Îles des Saintes, Dominica, Montserrat, Marie-Galante, Virgin Gorda, Antigua en Barbuda |
| Amastridium      | Cope, 1860                                                            | 2              | Midden- en Zuid-Amerika; Mexico, Nicaragua, Costa Rica, Panama, Colombia, Guatemala, Honduras en Belize |
| Amnesteophis     | Jan, 1863                                                             | 1              | Zuid-Amerika; Brazilië |
| Apostolepis      | Cope, 1861                                                            | 36             | Zuid-Amerika; Argentinië, Brazilië, Bolivia, Paraguay, Peru, Colombia |
| Arcanumophis     | Myers, 1986                                                           | 1              | Zuid-Amerika; Peru |
| Arrhyton         | Günther, 1858                                                         | 8              | Caraïbisch gebied; Cuba, inclusief Isla de la Juventud |
| Atractus         | Wagler, 1828                                                          | 143            | Midden- en Zuid-Amerika; Colombia, Suriname, Frans-Guyana, Peru, Brazilië, Ecuador, Venezuela, Bolivia, Guyana, Panama, Argentinië, Uruguay, en Trinidad en Tobago                                                                                               |
| Baliodryas       | Boulenger, 1905                                                       | 1              | Zuid-Amerika; Bolivia en Brazilië |
| Boiruna          | Zaher, 1996                                                           | 2              | Zuid-Amerika; Bolivia, Brazilië, Argentinië, Uruguay en Paraguay |
| Borikenophis     | Hedges & Vidal, 2009                                                  | 4              | Caraïben; Puerto Rico, Britse Maagdeneilanden, Amerikaanse Maagdeneilanden |
| Caaeteboia       | Zaher, Grazziotin, Cadle, Murphy, Moura-Leite & Bonatto, 2009         | 2              | Zuid-Amerika; Brazilië |
| Calamodontophis  | Amaral, 1963                                                          | 2              | Zuid-Amerika; Brazilië en Uruguay |
| Caraiba          | Reinhardt & Lütken, 1862                                              | 1              | Caribisch gebied; Cuba, Isla de la Juventud en enkele omliggende eilanden |
| Carphophis       | Gervais, 1843                                                         | 2              | Noord-Amerika; Verenigde Staten |
| Cenaspis         | Campbell, Smith, Hall, 2018                                           | 1              | Midden-Amerika; Mexico |
| Cercophis        | Schlegel, 1837                                                        | 1              | Zuid-Amerika; Brazilië en Suriname |
| Chersodromus     | Reinhardt, 1861                                                       | 4              | Midden-Amerika; Mexico |
| Chlorosoma       | Wagler, 1830                                                          | 3              | Zuid-Amerika; Brazilië, Venezuela, Guyana, Suriname, Frans-Guyana, Argentinië, Bolivia, Peru, Colombia en Ecuador |
| Clelia           | Fitzinger, 1826                                                       | 7              | Midden- en Zuid-Amerika; Mexico, Belize, Guatemala, El Salvador, Honduras, Costa Rica, Panama, Colombia, Frans-Guyana, Guyana, Venezuela, Ecuador, Bolivia, Uruguay, Paraguay, Argentinië, Brazilië, Peru, Antillen (Saint Lucia) en Nicaragua                   |
| Coniophanes      | Hallowell , 1860                                                      | 17             | Noord-, Midden- en Zuid-Amerika;Verenigde Staten, Mexico, Belize, Guatemala, Honduras, El Salvador, Nicaragua, Costa Rica, Panama, Ecuador, Peru en Colombia |
| Conophis         | Peters, 1860                                                          | 3              | Midden-Amerika; Mexico, Guatemala, Honduras, Belize, Nicaragua, Costa Rica en mogelijk in Colombia en El Salvador |
| Contia           | Baird & Girard, 1853                                                  | 2              | Noord-Amerika; Verenigde Staten en Canada |
| Coronelaps       | Reinhardt, 1861                                                       | 1              | Zuid-Amerika; Brazilië |
| Crisantophis     | Dunn, 1937                                                            | 1              | Midden-Amerika; Guatemala, Costa Rica, El Salvador, Honduras en Nicaragua |
| Cryophis         | Bogert & Duellman, 1963                                               | 1              | Midden-Amerika; Mexico |
| Cubophis         | Hedges & Vidal , 2009                                                 | 6              | Midden-Amerika; Cuba, Honduras, de Bahama's en de Kaaimaneilanden (UK) |
| Diadophis        | Linnaeus, 1766                                                        | 1              | Noord-Amerika; Canada, Verenigde Staten en Mexico |
| Diaphorolepis    | Jan, 1863                                                             | 2              | Zuid-Amerika; Colombia, Ecuador en Panama |
| Dipsas           | Laurenti, 1768                                                        | 53             | Midden- en Zuid-Amerika; Bolivia, Peru, Ecuador, Colombia, Venezuela, Guyana, Brazilië, Frans-Guyana, Suriname, Honduras, Mexico, Argentinië, Belize, Guatemala, Paraguay, Nicaragua, Costa Rica, Trinidad en Uruguay                                            |
| Ditaxodon        | Peters, 1868                                                          | 1              | Zuid-Amerika; Brazilië |
| Drepanoides      | Jan, 1863                                                             | 1              | Zuid-Amerika; Bolivia, Brazilië Colombia, Ecuador, Frans-Guyana en Peru |
| Echinanthera     | Cope, 1894                                                            | 6              | Zuid-Amerika; Brazilië, Argentinië, Ecuador, Colombia, mogelijk in Suriname |
| Elapomorphus     | Wiegmann in Fitzinger1843                                             | 2              | Zuid-Amerika; Brazilië |
| Emmochliophis    | Fritts & Smith, 1969                                                  | 2              | Zuid-Amerika; Ecuador en Colombia |
| Enuliophis       | Boulenger, 1894                                                       | 1              | Zuid-Amerika; Colombia, Costa Rica, Honduras, Nicaragua en Panama |
| Enulius          | Cope, 1870                                                            | 4              | Midden- en Zuid-Amerika; Mexico, Guatemala, Honduras, El Salvador, Nicaragua, Costa Rica, Panama, Venezuela en Colombia, mogelijk ook in Belize |
| Erythrolamprus   | Wagler, 1830                                                          | 51             | Midden- en Zuid-Amerika; Suriname, Brazilië, Ecuador, Colombia, Bolivia, Peru, Frans-Guyana, Guyana, Venezuela, Trinidad en Tobago, Grenada, Kleine Antillen, Uruguay, Paraguay, Argentinië, Honduras, Nicaragua en Costa Rica                                   |
| Eutrachelophis   | Myers & McDowell, 2014                                                | 2              | Zuid-Amerika; Brazilië, Peru en Ecuador |
| Farancia         | Gray, 1842                                                            | 2              | Noord-Amerika; Verenigde Staten |
| Geophis          | Wagler, 1830                                                          | 50             | Midden- en Zuid-Amerika; Mexico, Costa Rica, Panama, Honduras, Guatemala, Nicaragua, El Salvador en Colombia |
| Gomesophis       | Gomes, 1918                                                           | 1              | Zuid-Amerika; Brazilië |
| Haitiophis       | Peters, 1863                                                          | 1              | Caraïben; Haïti (Hispaniola), Dominicaanse Republiek (oa Île de la Tortue en Isla Beata) |
| Helicops         | Wagler, 1828                                                          | 18             | Zuid-Amerika; Venezuela, Colombia, Brazilië, Bolivia, Peru, Trinidad, Ecuador, Frans-Guyana, Guyana, Uruguay, Argentinië, Paraguay en Suriname |
| Heterodon        | Latreille, 1801                                                       | 4              | Noord-Amerika; Canada, de Verenigde Staten en Mexico |
| Hydrodynastes    | Fitzinger, 1843                                                       | 2              | Zuid-Amerika; Frans-Guyana, Suriname, Brazilië, Bolivia, Paraguay, Argentinië, Venezuela, Colombia en Guyana, mogelijk in Peru |
| Hydromorphus     | Peters, 1859                                                          | 2              | Midden-Amerika; Guatemala, Honduras, Nicaragua, Costa Rica, Panama, Colombia |
| Hydrops          | Wagler, 1830                                                          | 3              | Zuid-Amerika; Bolivia, Venezuela, Guyana, Suriname, Frans-Guyana, Trinidad, Peru, Ecuador, Brazilië, Colombia, Argentinië en Paraguay |
| Hypsiglena       | Cope, 1860                                                            | 9              | Noord-Amerika; Mexico en de Verenigde Staten |
| Hypsirhynchus    | Günther, 1858                                                         | 8              | Caribisch Gebied; Hispaniola, Île de la Gonâve, Isla Saona, Jamaica, Bahama's, Little Inagua en Haïti |
| Ialtris          | Cope, 1862                                                            | 4              | Caribisch Gebied; Hispaniola |
| Imantodes        | Duméril, 1853                                                         | 8              | Midden- en Zuid-Amerika; Mexico, Guatemala, Honduras, Belize, El Salvador, Nicaragua, Costa Rica, Panama, Colombia, Venezuela, Frans-Guyana, Guyana, Brazilië, Bolivia, Paraguay, Peru, Trinidad en Tobago, Argentinië en Ecuador                                |
| Leptodeira       | Fitzinger, 1843                                                       | 13             | Midden- en Zuid-Amerika; Panama, Colombia, Venezuela, Frans-Guyana, Guyana, Brazilië, Bolivia, Paraguay, Peru, Argentinië, Ecuador, Verenigde Staten, Mexico, Guatemala, Honduras, El Salvador, Nicaragua, Costa Rica, Belize, Trinidad en Tobago en Aruba       |
| Lioheterophis    | Amaral, 1935                                                          | 1              | Zuid-Amerika; Brazilië |
| Lygophis         | Fitzinger, 1843                                                       | 8              | Midden- en Zuid-Amerika; Panama, Colombia, Venezuela, Guyana, Suriname, Frans-Guyana, Brazilië, Argentinië, Bolivia, Paraguay, Uruguay en Ecuador, mogelijk in Peru                                                                                              |
| Magliophis       | Zaher, Grazziotin, Cadle, Murphy, de Moura-Leite & Bonatto, 2009      | 2              | Caraïben; Puerto Rico, Amerikaanse, Britse Maagdeneilanden |
| Manolepis        | Jan, 1863                                                             | 1              | Midden-Amerika; Mexico |
| Mussurana        | Zaher, Grazziotin, Cadle, Murphy, de Moura-Leite & Bonatto, 2009      | 3              | Zuid-Amerika; Brazilië, Paraguay, Argentinië en Peru |
| Ninia            | Baird & Girard, 1853                                                  | 11             | Midden- en Zuid-Amerika; Mexico, Belize, Guatemala, Honduras, El Salvador, Nicaragua, Costa Rica, Panama, Colombia, Ecuador, Trinidad en Venezuela |
| Nothopsis        | Cope, 1871                                                            | 1              | Midden- en Zuid-Amerika; Colombia, Costa Rica, Ecuador, Honduras, Nicaragua en Panama |
| Omoadiphas       | Köhler, Wilson & McCranie, 2001                                       | 3              | Midden-Amerika; Honduras |
| Oxyrhopus        | Wagler, 1830                                                          | 15             | Midden- en Zuid-Amerika; Mexico, Guatemala, Trinidad en Tobago, Honduras, Belize, Nicaragua, Costa Rica, Panama, Frans-Guyana, Guyana, Colombia, Venezuela, Ecuador, Suriname, Brazilië, Bolivia, Peru, Argentinië en Paraguay, mogelijk in El Salvador          |
| Paraphimophis    | Cope, 1878                                                            | 1              | Zuid-Amerika; Argentinië, Brazilië en Uruguay, mogelijk in Bolivia |
| Phalotris        | Cope, 1862                                                            | 15             | Zuid-Amerika; Bolivia, Brazilië, Argentinië, Uruguay en Paraguay |
| Philodryas       | Wagler, 1830                                                          | 16             | Zuid-Amerika; Brazilië, Peru, Bolivia, Paraguay, Uruguay, Argentinië, Colombia, Frans-Guyana, Guyana, Venezuela, Chili en Ecuador |
| Phimophis        | Cope, 1860                                                            | 3              | Zuid-Amerika; Panama, Colombia, Venezuela, Guyana, Suriname, Frans-Guyana, Brazilië, Bolivia, Paraguay en Argentinië |
| Plesiodipsas     | Aleman, 1953                                                          | 1              | Zuid-Amerika; Colombia en Venezuela |
| Pliocercus       | Cope, 1860                                                            | 2              | Midden- en Zuid-Amerika; Mexico, Belize, Guatemala, Honduras, Costa Rica, El Salvador, Nicaragua, Panama, Colombia, Ecuador en Peru |
| Pseudablabes     | Boulenger, 1896                                                       | 3              | Zuid-Amerika; Brazilië, Bolivia, Paraguay, Argentinië en Uruguay |
| Pseudalsophis    | Zaher, Grazziotin, Cadle, Murphy, de Moura-Leite & Bonatto, 2009      | 10             | Zuid-Amerika; Ecuador, Peru, Chili |
| Pseudoboa        | Schneider, 1801                                                       | 6              | Zuid-Amerika; Panama, Peru, Colombia, Guyana, Frans-Guyana, Suriname, Venezuela, Kleine Antillen, Trinidad en Tobago, Grenada, Brazilië, Argentinië, Ecuador, Bolivia en Paraguay                                                                                |
| Pseudoeryx       | Fitzinger, 1826                                                       | 2              | Zuid-Amerika; Colombia, Venezuela, Ecuador, Peru, Guyana, Suriname, Frans-Guyana, Bolivia, Paraguay, Argentinië en Brazilië |
| Pseudoleptodeira | Günther, 1894                                                         | 1              | Midden-Amerika; Mexico |
| Pseudotomodon    | Leybold, 1873                                                         | 1              | Zuid-Amerika; Argentinië |
| Psomophis        | Myers & Cadle, 1994                                                   | 3              | Zuid-Amerika; Bolivia, Brazilië, Paraguay, Argentinië en Uruguay |
| Ptychophis       | Gomes, 1915                                                           | 3              | Zuid-Amerika; Brazilië |
| Rhachidelus      | Boulenger, 1908                                                       | 1              | Zuid-Amerika; Brazilië, Argentinië en Paraguay |
| Rhadinaea        | Cope, 1863                                                            | 21             | Noord-, Midden- en Zuid-Amerika; Mexico, Guatemala, Belize, Nicaragua, Costa Rica, Panama, Colombia en Ecuador, mogelijk in El Salvador en Honduras |
| Rhadinophanes    | Myers & Campbell, 1981                                                | 1              | Midden-Amerika; Mexico |
| Rodriguesophis   | Grazziotin, Zaher, Murphy, Scrocchi, Benavides, Zhang & Bonatto, 2012 | 3              | Zuid-Amerika; Brazilië |
| Saphenophis      | Myers, 1973                                                           | 5              | Zuid-Amerika; Colombia en Ecuador |
| Sibon            | Fitzinger, 1826                                                       | 18             | Midden- en Zuid-Amerika; Mexico, Belize, Guatemala, El Salvador, Honduras, Nicaragua, Costa Rica, Panama, Colombia, Venezuela, Frans-Guyana, Ecuador, Trinidad en Tobago en Brazilië                                                                             |
| Siphlophis       | Fitzinger, 1843                                                       | 7              | Midden- en Zuid-Amerika; Costa Rica, Panama, Frans-Guyana, Guyana, Peru, Brazilië, Bolivia, Colombia, Ecuador, Venezuela en Trinidad |
| Sordellina       | Peters, 1880                                                          | 1              | Zuid-Amerika; Brazilië |
| Stichophanes     | Yuan, 1983                                                            | 1              | Azië; China |
| Synophis         | Peracca, 1896                                                         | 9              | Zuid-Amerika; Colombia, Ecuador en Peru |
| Tachymenis       | Wiegmann, 1835                                                        | 6              | Zuid-Amerika; Peru, Chili, Bolivia en Argentinië |
| Taeniophallus    | Cope, 1895                                                            | 9              | Zuid-Amerika; Peru, Bolivia, Paraguay, Argentinië, Colombia, Brazilië, Uruguay, Suriname en Frans-Guyana |
| Tantalophis      | Günther, 1860                                                         | 1              | Midden-Amerika; Mexico |
| Thamnodynastes   | Wagler, 1830                                                          | 20             | Zuid-Amerika; Guyana, Suriname, Frans-Guyana, Brazilië, Peru, Venezuela, Colombia, Bolivia, Ecuador, Paraguay, Argentinië en Uruguay |
| Thermophis       | Malnate, 1953                                                         | 3              | Azië; China |
| Tomodon          | Duméril, 1853                                                         | 3              | Zuid-Amerika; Brazilië, Argentinië, Frans-Guyana, Paraguay, Uruguay, Peru en Bolivia |
| Tretanorhinus    | Duméril, Bibron & Duméril, 1854                                       | 4              | Midden- en Zuid-Amerika; Mexico, Guatemala, Honduras, Nicaragua, Belize, Costa Rica, Panama, Ecuador, Colombia, Cuba, Isla de la Juventud en de Kaaimaneilanden, mogelijk ook in El Salvador                                                                     |
| Trimetopon       | Cope, 1885                                                            | 6              | Midden-Amerika; Nicaragua, Costa Rica en Panama |
| Tropidodipsas    | Günther, 1858                                                         | 7              | Midden-Amerika; Mexico, Guatemala, Belize, Honduras, El Salvador, Nicaragua en Costa Rica |
| Tropidodryas     | Fitzinger, 1843                                                       | 2              | Zuid-Amerika; Brazilië |
| Uromacer         | Duméril, Bibron & Duméril, 1854                                       | 3              | Caribisch Gebied; Hispaniola (Haïti, Dominicaanse Republiek), Île de la Gonâve, Grande Caye, Île à Vache, Isla Beata, Île de la Tortue, Isla Saona en Isla Catalina                                                                                              |
| Urotheca         | Bibron, 1843                                                          | 8              | Midden- en Zuid-Amerika; Costa Rica, Panama, Nicaragua, Ecuador, Colombia, Venezuela en Honduras |
| Xenodon          | Boie, 1826                                                            | 12             | Midden- en Zuid-Amerika; Mexico, Guatemala, Honduras, Nicaragua, Belize, El Salvador, Costa Rica, Panama, Colombia, Venezuela, Ecuador, Brazilië, Bolivia, Peru, Guyana, Suriname, Frans-Guyana, Argentinië, Uruguay en Paraguay                                 |
| Xenopholis       | Peters, 1869                                                          | 3              | Zuid-Amerika; Bolivia, Peru, Ecuador, Brazilië, Frans-Guyana, Colombia, Venezuela en Paraguay |
| Xenoxybelis      | Machado, 1993                                                         | 2              | Zuid-Amerika; Colombia, Venezuela, Ecuador, Brazilië, Peru, Guyana, Bolivia en Frans-Guyana |